# Kirchberg am Wagram
Kirchberg am Wagram – gmina targowa w Austrii, w kraju związkowym Dolna Austria, w powiecie Tulln. Według danych Austriackiego Urzędu Statystycznego liczyła 3 515 mieszkańców (1 stycznia 2014).